# Amsterdamsche Football Club Ajax 2024-2025
Questa voce raccoglie le informazioni riguardanti l'Amsterdamsche Football Club Ajax nelle competizioni ufficiali della stagione 2024-2025.

## Maglie e sponsor
Per la stagione 2024-2025 l'Ajax mantiene come sponsor tecnico Adidas e conferma il suo mainsposor sulla maglia con Ziggo.
| Casa | Trasferta | Terza divisa |  |

## Organigramma societario
Fonte: Sito ufficiale, Transfermarkt
Consiglio di amministrazione
- Amministratore delegato: Menno Geelen (ad interim)
- Direttore finanziario: Susan Lenderink
- Direttore tecnico: Alex Kroes
- Direttore settore calcio: Marijn Beuker

Consiglio di sorveglianza
- Presidente: Michael van Praag
- Membro: Leo van Wijk
- Membro: Danny Blind
- Membro: Annette Mosman
- Membro: Cees van Oevelen
- Membro: Georgette Schlick
- Advisor: Louis van Gaal

Area sportiva
- Direttore sportivo: Marijn Beuker
- Direttore tecnico: Alex Kroes
- Direttore settore giocatori in prestito: Michel Kreek
- Responsabile settore scouting: Kelvin de Lang
- Capo relazioni internazionali e scouting: Corné Groenendijk
- Scout: Fred Arroyo, Hans van der Zee, Angelo De Gruyter, Roberto Pargalia, Erik Tammer, Hans van Wassem
- Scout portieri: John Ditewig
- Responsabile settore giovanile: Casimir Westerveld
- Collaboratore settore giovanile: Oscar Alkemade
- Scout giovanili: Ronald de Jong, Paul Schuckmann, Peter van der Hengst, Mario Balvers, Niels Nederlof, Afrim Salievski, Wesley Nys, Bram Berkhout, Niek Nijboer, Oliver Dürr Dehnhardt
- Coordinatore giovanili: Stef Wijlaars
- Coordinatore gestione talenti: Jörg Smeets

Area tecnica
- Allenatore: Francesco Farioli
- Vice Allenatore: Daniele Cavalletto
- Vice Allenatore: Dave Vos
- Vice Allenatore: Felipe Sanchez Mateos
- Preparatore atletico: Callum Walsh
- Allenatore dei portieri: Jarkko Tuomisto
- Allenatore coordinazione fisica: Heini Otto
- Responsabile Analisi video: Kevin Keij
- Responsabile Analisi video: Osman Kul
- Analisi video avversario: Dimitrios Goumas
- Collaboratore tecnico: John van't Schip (a 11-11-2024)

Area sanitaria
- Direttore settore sanitario: Maarten Gozeling
- Direttore settore sanitario: Niels Wijne

## Rosa
| N. |                         | Ruolo | Calciatore            |
| -- | ----------------------- | ----- | --------------------- |
| 2  | Brasile (bandiera)      | D     | Lucas Rosa            |
| 3  | Danimarca (bandiera)    | D     | Anton Gaaei           |
| 4  | Paesi Bassi (bandiera)  | D     | Jorrel Hato           |
| 5  | Paesi Bassi (bandiera)  | D     | Owen Wijndal          |
| 6  | Inghilterra (bandiera)  | C     | Jordan Henderson ()   |
| 7  | Paesi Bassi (bandiera)  | A     | Steven Bergwijn       |
| 8  | Paesi Bassi (bandiera)  | C     | Kenneth Taylor        |
| 9  | Paesi Bassi (bandiera)  | A     | Brian Brobbey         |
| 12 | Paesi Bassi (bandiera)  | P     | Jay Gorter            |
| 13 | Turchia (bandiera)      | D     | Ahmetcan Kaplan       |
| 15 | Paesi Bassi (bandiera)  | A     | Youri Baas            |
| 16 | Brasile (bandiera)      | P     | Matheus               |
| 17 | Norvegia (bandiera)     | A     | Oliver Edvardsen      |
| 18 | Paesi Bassi (bandiera)  | C     | Davy Klaassen         |
| 19 | Paesi Bassi (bandiera)  | A     | Julian Rijkhoff       |
| 20 | Burkina Faso (bandiera) | A     | Bertrand Traoré       |
| 21 | Paesi Bassi (bandiera)  | C     | Branco van den Boomen |
| 22 | Paesi Bassi (bandiera)  | P     | Remko Pasveer         |
| 23 | Paesi Bassi (bandiera)  | A     | Steven Berghuis       |
| 24 | Italia (bandiera)       | D     | Daniele Rugani        |
| 25 | Paesi Bassi (bandiera)  | A     | Wout Weghorst         |

| N. |                                 | Ruolo | Calciatore                 |
| -- | ------------------------------- | ----- | -------------------------- |
| 27 | Paesi Bassi (bandiera)          | A     | Amourricho van Axel Dongen |
| 28 | Paesi Bassi (bandiera)          | C     | Kian Fitz-Jim              |
| 29 | Danimarca (bandiera)            | A     | Christian Rasmussen        |
| 31 | Belgio (bandiera)               | D     | Jorthy Mokio               |
| 36 | Paesi Bassi (bandiera)          | D     | Dies Janse                 |
| 37 | Croazia (bandiera)              | D     | Josip Šutalo               |
| 39 | Belgio (bandiera)               | C     | Mika Godts                 |
| 44 | Paesi Bassi (bandiera)          | C     | Youri Regeer               |
| 47 | Paesi Bassi (bandiera)          | D     | Tristan Gooijer            |
| 51 | Inghilterra (bandiera)          | P     | Charlie Setford            |
| 59 | Paesi Bassi (bandiera)          | A     | Don-Angelo Konadu          |
| 63 | Paesi Bassi (bandiera)          | C     | Sean Steur                 |
| 64 | Belgio (bandiera)               | C     | Rayane Bounida             |
| 2  | Paesi Bassi (bandiera)          | D     | Devyne Rensch              |
| 10 | Inghilterra (bandiera)          | A     | Chuba Akpom                |
| 11 | Portogallo (bandiera)           | A     | Carlos Forbs               |
| 16 | Norvegia (bandiera)             | C     | Sivert Mannsverk           |
| 33 | Bosnia ed Erzegovina (bandiera) | C     | Benjamin Tahirović         |
| 38 | Islanda (bandiera)              | C     | Kristian Hlynsson          |
| 40 | Germania (bandiera)             | P     | Diant Ramaj                |

## Calciomercato

### Sessione estiva
| Acquisti         | Acquisti            | Acquisti | Acquisti                    |
| R.               | Nome                | da       | Modalità                    |
| ---------------- | ------------------- | -------- | --------------------------- |
| A                | Wout Weghorst       | Burnley  | definitivo (2,38 milioni €) |
| A                | Bertrand Traoré     |          | svincolato                  |
| D                | Daniele Rugani      | Juventus | prestito                    |
| C                | Davy Klaassen       |          | svincolato                  |
| A                | Georges Mikautadze  | Metz     | fine prestito               |
| D                | Owen Wijndal        | Anversa  | fine prestito               |
| Altre operazioni |                     |          |                             |
| R.               | Nome                | da       | Modalità                    |
| A                | Christian Rasmussen |          | aggregato dalle giovanili   |
| A                | Francisco Conceição | Porto    | rientro prestito            |
| D                | Jorge Sánchez       | Porto    | rientro prestito            |
| A                | Naci Ünüvar         | Twente   | rientro prestito            |
| D                | Youri Baas          | N.E.C.   | rientro prestito            |
| D                | Dies Janse          |          | aggregato dalle giovanili   |
| D                | Jorthy Mokio        |          | aggregato dalle giovanili   |

| Cessioni         | Cessioni            | Cessioni            | Cessioni                                                   |
| R.               | Nome                | a                   | Modalità                                                   |
| ---------------- | ------------------- | ------------------- | ---------------------------------------------------------- |
| A                | Steven Bergwijn     | Al-Ittihad          | definitivo (25 milioni €)                                  |
| P                | Gerónimo Rulli      | Olympique Marsiglia | definitivo (4 milioni €)                                   |
| D                | Borna Sosa          | Torino              | prestito                                                   |
| D                | Jakov Medić         | Bochum              | prestito                                                   |
| C                | Silvano Vos         | Milan Futuro        | definitivo (3 milioni €)                                   |
| A                | Carlos Forbs        | Wolverhampton       | prestito                                                   |
| Altre operazioni |                     |                     |                                                            |
| R.               | Nome                | a                   | Modalità                                                   |
| A                | Georges Mikautadze  | Metz                | definitiva (esercizio opzione d'acquisto - 13 milioni €)   |
| A                | Francisco Conceição | Porto               | definitiva (esercizio opzione d'acquisto - 10,5 milioni €) |
| D                | Jorge Sánchez       | Cruz Azul           | definitiva (3 milioni €)                                   |
| A                | Naci Ünüvar         | Espanyol            | prestito                                                   |

### Sessione invernale
| Acquisti         | Acquisti          | Acquisti        | Acquisti                   |
| R.               | Nome              | da              | Modalità                   |
| ---------------- | ----------------- | --------------- | -------------------------- |
| C                | Youri Regeer      | Twente          | definitivo (4,5 milioni €) |
| A                | Oliver Edvardsen  | Go Ahead Eagles | definitivo (3 milioni €)   |
| D                | Lucas Rosa        | Real Valladolid | definitivo (3 milioni €)   |
| P                | Matheus           | Braga           | prestito                   |
| Altre operazioni |                   |                 |                            |
| R.               | Nome              | da              | Modalità                   |
| A                | Naci Ünüvar       | Espanyol        | rientro prestito           |
| C                | Rayane Bounida    |                 | aggregato dalle giovanili  |
| C                | Sean Steur        |                 | aggregato dalle giovanili  |
| A                | Don-Angelo Konadu |                 | aggregato dalle giovanili  |

| Cessioni         | Cessioni           | Cessioni          | Cessioni                    |
| R.               | Nome               | a                 | Modalità                    |
| ---------------- | ------------------ | ----------------- | --------------------------- |
| D                | Devyne Rensch      | Roma              | definitiva (5 milioni €)    |
| P                | Diant Ramaj        | Borussia Dortmund | definitiva (5 milioni €)    |
| C                | Benjamin Tahirović | Brøndby           | definitiva (2,75 milioni €) |
| A                | Chuba Akpom        | Lilla             | prestito                    |
| C                | Sivert Mannsverk   | Cardiff City      | prestito                    |
| C                | Kristian Hlynsson  | Sparta Rotterdam  | prestito                    |
| Altre operazioni |                    |                   |                             |
| R.               | Nome               | a                 | Modalità                    |
| A                | Naci Ünüvar        |                   | svincolato                  |
| D                | Gastón Ávila       | Fortaleza         | prestito                    |

## Risultati

### Eredivisie
| Arbitro: | Nijhuis |

|              |           |  |
| Hlynsson 45’ | Marcatori |  |

| Arbitro: | Higler |

|                                 |           |          |
| Garbett 58’ Van den Bergh 90+1’ | Marcatori | 63’ Hato |

| Arbitro: | Van den Kerkhof |

|                                                    |           |  |
| Taylor 9’ Traoré 24’ Baas 58’ Rensch 71’ Akpom 87’ | Marcatori |  |

| Arbitro: | Nagtegaal |

|              |           |              |
| Llansana 64’ | Marcatori | 69’ Klaassen |

| Arbitro: | Kamphuis |

|  |           |                        |
|  | Marcatori | 76’ Traoré 90+4’ Godts |

| Arbitro: | Lindhout |

|                                         |           |                |
| Klaassen 21’ Weghorst 90+1’ Akpom 90+3’ | Marcatori | 69’ Schreuders |

| Arbitro: | Van de Graaf |

|                                        |           |                                                          |
| Kulenović 12’ Engels 28’ Kulenović 76’ | Marcatori | 25’ Klaassen 25’ Traoré 63’ Weghorst 82’ (rig.) Weghorst |

| Arbitro: | Nijhuis |

|                    |           |  |
| Klaassen 6’ (rig.) | Marcatori |  |

| Arbitro: | Makkelie |

|  |           |                    |
|  | Marcatori | 6’ Taylor 25’ Hato |

| Arbitro: | Gözübüyük |

|                                     |           |                         |
| Klaassen 43’ Fitz-Jim 66’ Godts 74’ | Marcatori | 18’ de Jong 54’ Perišić |

| Arbitro: | Lindhout |

|                   |           |                         |
| Vlap 42’ Vlap 65’ | Marcatori | 59’ Klaassen 67’ Traoré |

| Arbitro: | Bos |

|                        |           |  |
| Brobbey 27’ Šutalo 63’ | Marcatori |  |

| Arbitro: | Kooij |

|            |           |                           |
| Hansen 13’ | Marcatori | 15’ Weghorst 48’ Weghorst |

| Arbitro: | Martens |

|                                |           |                            |
| Gaaei 25’ Toornstra 29’ (aut.) | Marcatori | 16’ Min 80’ (aut.) Pasveer |

| Arbitro: | Nagtegaal |

|                       |           |           |
| Parrott 65’ Lahdo 76’ | Marcatori | 81’ Godts |

| Arbitro: | Manschot |

|                                      |           |  |
| Weghorst 12’ Taylor 40’ Fitz-Jim 55’ | Marcatori |  |

| Arbitro: | Lindhout |

|  |           |                       |
|  | Marcatori | 77’ Taylor 87’ Traoré |

| Arbitro: | Bos |

|                               |           |  |
| Berghuis 4’ (rig.) Taylor 41’ | Marcatori |  |

| Arbitro: | Kooij |

|  |           |                      |
|  | Marcatori | 20’ Šutalo 82’ Akpom |

| Arbitro: | Makkelie |

|                          |           |               |
| Brobbey 37’ Taylor 90+4’ | Marcatori | 67’ Q. Timber |

| Arbitro: | Higler |

|  |           |                              |
|  | Marcatori | 68’ Weghorst 90+4’ Rasmussen |

| Arbitro: | Nagtegaal |

|                                                  |           |  |
| Godts 17’ Brobbey 42’ Edvardsen 56’ Klaassen 66’ | Marcatori |  |

| Arbitro: | Kooij |

|                           |           |  |
| Brobbey 56’ Edvardsen 86’ | Marcatori |  |

| Arbitro: | Gözübüyük |

|  |           |           |
|  | Marcatori | 8’ Taylor |

| Arbitro: | Nijhuis |

|  |           |                   |
|  | Marcatori | 61’ (rig.) Taylor |

| Arbitro: | Higler |

|                         |           |                           |
| Gaaei 58’ Edvardsen 85’ | Marcatori | 52’ Buurmeester 83’ Sadiq |

| Arbitro: | Gözübüyük |

|  |           |                         |
|  | Marcatori | 35’ Klaassen 67’ Traoré |

| Arbitro: | Makkelie |

|                                          |           |          |
| Taylor 32’ (rig.) Berghuis 35’ Mokio 76’ | Marcatori | 9’ Sauer |

| Arbitro: | Nagtegaal |

|            |           |                            |
| Kehrer 41’ | Marcatori | 74’ Edvardsen 78’ Weghorst |

| Arbitro: | Nijhuis |

|                                                     |           |  |
| Haller 29’ Rodríguez 52’ Rodríguez 63’ Aaronson 85’ | Marcatori |  |

| Arbitro: | Dieperink |

|              |           |              |
| Regeer 90+7’ | Marcatori | 90+5’ Nassoh |

| Arbitro: | Gözübüyük |

|  |           |                                    |
|  | Marcatori | 59’ Hansen 67’ Pereira 82’ Ouaissa |

| Arbitro: | Manschot |

|                               |           |                        |
| van Bergen 52’ Blokzijl 90+9’ | Marcatori | 27’ Gaaei 68’ Weghorst |

| Arbitro: | Makkelie |

|                            |           |  |
| Henderson 28’ Weghorst 90’ | Marcatori |  |

Concludendo il campionato al 2° posto in classifica con 78 punti (24 vittorie, 6 pareggi e 4 sconfitte in 34 partite), l'Ajax ha ottenuto la qualificazione per la Champions League accedendo direttamente alla fase campionato.

### KNVB beker
La partecipazione dell'Ajax alla Coppa d'Olanda comincerà a partire dal secondo turno. Dal sorteggio, effettuato il 1º novembre 2024, l'Ajax è stato accoppiato al Telstar.

#### Secondo turno
| Arbitro: | Van der Eijk |

|                      |           |  |
| Rugani 64’ Akpom 86’ | Marcatori |  |

Con la vittoria per 2-0 sul Telstar, l'Ajax si è qualificato agli ottavi di finale di KNVB Beker.

#### Ottavi di finale
Dal sorteggio degli ottavi di finale, che si è tenuto il 20 dicembre 2024, l'Ajax è stato accoppiato all'AZ Alkmaar.
| Arbitro: | Gözübüyük |

|                       |           |  |
| Goes 36’ Meerdink 89’ | Marcatori |  |

Con la sconfitta subita per mano dell'AZ Alkmaar per 0-2, l'Ajax è stato eliminato dalla KNVB Beker.

### UEFA Europa League
Classificandosi al 5º posto nella classifica di Eredivisie della scorsa stagione, l'Ajax ha ottenuto la qualificazione in Europa League a partire dal secondo turno preliminare di qualificazione.

#### Qualificazioni

##### Secondo turno
Dal sorteggio, effettuato il 19 giugno 2024, l'Ajax è stato accoppiato al Vojvodina (Serbia).
| Arbitro: | Grado |

|                    |           |  |
| Van den Boomen 86’ | Marcatori |  |

| Arbitro: | Kardeşler |

|             |           |                                  |
| Nikolić 59’ | Marcatori | 53’ Šutalo 85’ Hato 90+2’ Traoré |

Con il risultato aggregato di 4-1, l'Ajax ha battuto il Vojvodina e si è qualificato al terzo turno preliminare di qualificazione.

##### Terzo turno
Dal sorteggio del terzo turno preliminare, che si è tenuto il 22 luglio 2024, l'Ajax è stato accoppiato al Panathinaikos (Grecia).
| Arbitro: | Glova |

|  |           |              |
|  | Marcatori | 28’ Berghuis |

| Arbitro: | Kavanagh |

| |                        | |
| | Marcatori              | 59’ Tetê |
| Bergwijn Van den Boomen Godts Taylor Brobbey Henderson Traoré Baas Gaaei Šutalo Pasveer Bergwijn Van den Boomen Godts Taylor Brobbey Gaaei | Tiri di rigore 13 – 12 | Mancini Jeremejeff Tetê Jedvaj Mladenović Vilhena Maksimović Ingason Vagiannidis Zeca Drągowski Mancini Jeremejeff Tetê Jedvaj Mladenović Vilhena |

Permanendo il risultato di parità (1-1) dopo la disputa dei tempi regolamentari e dei tempi supplementari, sono stati necessari i calci di rigore dai quali è uscito vincitore l'Ajax, che in tal modo ha battuto il Panathinaikos e si è qualificato agli spareggi di qualificazione di Europa League.

##### Spareggi
Il sorteggio degli spareggi, che si è tenuto il 5 agosto 2024, l'Ajax è stato accoppiato allo Jagiellonia (Polonia).
| Arbitro: | Obrenović |

|            |           |                                                |
| Diéguez 5’ | Marcatori | 10’ Akpom 28’ Godts 61’ Akpom 69’ (rig.) Akpom |

| Arbitro: | Mariani |

|                                     |           |  |
| Fitz-Jim 43’ Taylor 64’ Brobbey 71’ | Marcatori |  |

Con il risultato aggregato di 7-1 in suo favore, l'Ajax ha battuto lo Jagiellonia e si è qualificato alla fase a campionato di Europa League.

#### Fase campionato
Dal sorteggio del calendario della fase a campionato, che si è tenuto il 30 agosto 2024, l'Ajax ha affrontato il Beşiktaş (Turchia), il Galatasaray (Turchia), la Lazio (Italia), il Maccabi Tel Aviv (Israele), la Real Sociedad (Spagna), il Qarabag (Azerbaigian), il RFS (Lettonia) e lo Slavia Praga (Repubblica Ceca).

##### Risultati
| Arbitro: | Brooks |

|                                             |           |  |
| Fitz-Jim 31’ Godts 51’ Taylor 55’ Godts 73’ | Marcatori |  |

| Arbitro: | Treimanis |

|           |           |                           |
| Chorý 67’ | Marcatori | 18’ (rig.) van den Boomen |

| Arbitro: | Walsh |

|  |           |                                          |
|  | Marcatori | 36’ Taylor 74’ (rig.) Weghorst 77’ Akpom |

| Arbitro: | Berka |

|                                                          |           |  |
| Traoré 14’ Taylor 27’ Godts 39’ Brobbey 61’ Fitz-Jim 69’ | Marcatori |  |

| Arbitro: | Jug |

|                          |           |  |
| Barrenetxea 67’ Kubo 85’ | Marcatori |  |

| Arbitro: | Kružliak |

|            |           |                                         |
| Traoré 47’ | Marcatori | 12’ Tchaouna 52’ Dele-Bashiru 77’ Pedro |

| Arbitro: | Barbu |

|              |           |  |
| Marchiev 78’ | Marcatori |  |

| Arbitro: | Manzano |

|                         |           |               |
| Traoré 23’ Fitz-Jim 58’ | Marcatori | 90+4’ Osimhen |

Classificandosi al 12º posto, l'Ajax ha ottenuto l'accesso agli spareggi preliminari della fase finale.

#### Fase finale

##### Spareggi
Il sorteggio degli spareggi si è tenuto a Nyon (Svizzera) il 31 gennaio 2025, dal quale l'Ajax è stato accoppiato all'Union Saint-Gilloise (Belgio).
| Arbitro: | Rumšas |

|  |           |                         |
|  | Marcatori | Rasmussen 59’ Mokio 71’ |

| Arbitro: | Kavanagh |

|                   |           |                                   |
| Taylor 93’ (rig.) | Marcatori | 16’ Mac Allister 28’ (rig.) David |

Permanendo il risultato di parità alla fine dei tempi regolamentari (2-2), sono stati necessari i tempi supplementari dai quali è uscito vincitore l'Ajax, che in tal modo ha battuto l'Union Saint-Gilloise e si è qualificato agli ottavi di finale di Europa League.

##### Ottavi di finale
Il sorteggio degli ottavi di finale si è tenuto il 21 febbraio 2025 nella sede della UEFA a Nyon (Svizzera). Dal sorteggio, l'Ajax è stato accoppiato all'Eintracht Frankfurt (Germania).
| Arbitro: | Sozza |

|             |           |                        |
| Brobbey 10’ | Marcatori | 27’ Larsson 70’ Skhiri |

| Arbitro: | Peljto |

|                                           |           |            |
| Bahoya 7’ Götze 25’ Ekitike 67’ Götze 82’ | Marcatori | 78’ Taylor |

Con il risultato aggregato in suo sfavore di 3-5, l'Ajax è stato eliminato dall'Eintracht Francoforte agli ottavi di finale di Europa League.

## Statistiche

### Statistiche di squadra
| Competizione  | Punti | In casa | In casa | In casa | In casa | In casa | In casa | In trasferta | In trasferta | In trasferta | In trasferta | In trasferta | In trasferta | Totale | Totale | Totale | Totale | Totale | Totale | DR  |
| Competizione  | Punti | G       | V       | N       | P       | Gf      | Gs      | G            | V            | N            | P            | Gf           | Gs           | G      | V      | N      | P      | Gf     | Gs     | DR  |
| ------------- | ----- | ------- | ------- | ------- | ------- | ------- | ------- | ------------ | ------------ | ------------ | ------------ | ------------ | ------------ | ------ | ------ | ------ | ------ | ------ | ------ | --- |
| Eredivisie    | 78    | 17      | 13      | 3       | 1       | 38      | 14      | 17           | 11           | 3            | 3            | 29           | 18           | 34     | 24     | 6      | 4      | 67     | 32     | +35 |
| KNVB beker    | -     | 1       | 1       | 0       | 0       | 2       | 0       | 1            | 0            | 0            | 1            | 0            | 2            | 2      | 1      | 0      | 1      | 2      | 2      | 0   |
| Europa League | 13    | 9       | 5       | 0       | 4       | 18      | 9       | 9            | 5            | 1            | 3            | 15           | 10           | 18     | 10     | 1      | 7      | 33     | 19     | +14 |
| Totale        | -     | 27      | 19      | 3       | 5       | 58      | 23      | 27           | 16           | 4            | 7            | 44           | 30           | 54     | 35     | 7      | 12     | 72     | 53     | +49 |

### Andamento in campionato
| Giornata  | 1 | 2 | 3 | 4 | 5 | 6 | 7 | 8 | 9 | 10 | 11 | 12 | 13 | 14 | 15 | 16 | 17 | 18 | 19 | 20 | 21 | 22 | 23 | 24 | 25 | 26 | 27 | 28 | 29 | 30 | 31 | 32 | 33 | 34 |
| --------- | - | - | - | - | - | - | - | - | - | -- | -- | -- | -- | -- | -- | -- | -- | -- | -- | -- | -- | -- | -- | -- | -- | -- | -- | -- | -- | -- | -- | -- | -- | -- |
| Luogo     | C | T | C | T | C | T | T | C | T | C  | C  | T  | C  | T  | T  | C  | T  | C  | T  | C  | C  | T  | C  | T  | T  | C  | T  | C  | T  | C  | T  | C  | T  | C  |
| Risultato | V | P | V | V | N | N | V | V | V | V  | V  | N  | V  | V  | P  | V  | V  | V  | V  | V  | V  | V  | V  | V  | V  | N  | V  | V  | V  | N  | P  | P  | N  | V  |
| Posizione | 5 | 9 | 6 | 4 | 4 | 4 | 4 | 3 | 3 | 2  | 2  | 3  | 3  | 2  | 3  | 2  | 2  | 2  | 2  | 2  | 2  | 2  | 1  | 1  | 1  | 1  | 1  | 1  | 1  | 1  | 1  | 1  | 2  | 2  |

Legenda:

Luogo: C = Casa; T = Trasferta. Risultato: V = Vittoria; N = Pareggio; P = Sconfitta.

### Statistiche individuali
| Giocatore         | Eredivisie | Eredivisie | Eredivisie  | Eredivisie | KNVB beker | KNVB beker | KNVB beker  | KNVB beker | Europa League | Europa League | Europa League | Europa League | Totale   | Totale | Totale      | Totale     |
| Giocatore         | Presenze   | Reti       | Ammonizioni | Espulsioni | Presenze   | Reti       | Ammonizioni | Espulsioni | Presenze      | Reti          | Ammonizioni   | Espulsioni    | Presenze | Reti   | Ammonizioni | Espulsioni |
| ----------------- | ---------- | ---------- | ----------- | ---------- | ---------- | ---------- | ----------- | ---------- | ------------- | ------------- | ------------- | ------------- | -------- | ------ | ----------- | ---------- |
| Y. Baas           | 23         | 1          | 2           | 0          | 1          | 0          | 1           | 0          | 15            | 0             | 2             | 1             | 39       | 1      | 5           | 1          |
| J. Banel          | 1          | 0          | 0           | 0          | 0          | 0          | 0           | 0          | 2             | 0             | 0             | 0             | 3        | 0      | 0           | 0          |
| S. Berghuis       | 26         | 2          | 2           | 0          | 2          | 0          | 0           | 0          | 14            | 1             | 0             | 0             | 42       | 3      | 2           | 0          |
| B. van den Boomen | 12         | 0          | 0           | 0          | 1          | 0          | 0           | 0          | 13            | 2             | 3             | 0             | 26       | 2      | 3           | 0          |
| R. Bounida        | 1          | 0          | 0           | 0          | 0          | 0          | 0           | 0          | 0             | 0             | 0             | 0             | 1        | 0      | 0           | 0          |
| B. Brobbey        | 30         | 4          | 6           | 0          | 2          | 0          | 0           | 0          | 12            | 3             | 1             | 0             | 44       | 7      | 7           | 0          |
| O. Edvardsen      | 11         | 4          | 1           | 0          | 0          | 0          | 0           | 0          | 4             | 0             | 0             | 0             | 15       | 4      | 1           | 0          |
| K. Fitz-Jim       | 27         | 2          | 3           | 0          | 2          | 0          | 1           | 0          | 15            | 4             | 2             | 0             | 44       | 6      | 6           | 0          |
| A. Gaaei          | 25         | 3          | 5           | 1          | 1          | 0          | 0           | 0          | 14            | 0             | 2             | 0             | 40       | 3      | 7           | 1          |
| M. Godts          | 29         | 4          | 2           | 0          | 2          | 0          | 0           | 0          | 16            | 4             | 0             | 0             | 47       | 8      | 2           | 0          |
| J. Gorter         | 0          | 0          | 0           | 0          | 0          | 0          | 0           | 0          | 1             | -2            | 0             | 0             | 1        | -2     | 0           | 0          |
| J. Hato           | 31         | 2          | 5           | 0          | 2          | 0          | 0           | 0          | 17            | 1             | 6             | 0             | 50       | 3      | 11          | 0          |
| J. Henderson      | 28         | 1          | 6           | 0          | 2          | 0          | 0           | 0          | 15            | 0             | 5             | 0             | 45       | 1      | 11          | 0          |
| K. Hlynsson       | 4          | 1          | 0           | 0          | 1          | 0          | 0           | 0          | 4             | 0             | 0             | 0             | 9        | 1      | 0           | 0          |
| D. Janse          | 5          | 0          | 0           | 0          | 0          | 0          | 0           | 0          | 1             | 0             | 0             | 0             | 6        | 0      | 0           | 0          |
| A. Kaplan         | 8          | 0          | 2           | 0          | 1          | 0          | 0           | 0          | 3             | 0             | 1             | 0             | 12       | 0      | 3           | 0          |
| D. Klaassen       | 31         | 7          | 0           | 0          | 1          | 0          | 0           | 0          | 3             | 0             | 0             | 1             | 35       | 7      | 0           | 1          |
| D.-A. Konadu      | 3          | 0          | 0           | 0          | 0          | 0          | 0           | 0          | 2             | 0             | 0             | 0             | 5        | 0      | 0           | 0          |
| Matheus           | 9          | -9         | 0           | 0          | 0          | 0          | 0           | 0          | 1             | -4            | 0             | 0             | 10       | -13    | 0           | 0          |
| J. Mokio          | 11         | 1          | 1           | 0          | 0          | 0          | 0           | 0          | 7             | 1             | 1             | 0             | 18       | 2      | 2           | 0          |
| R. Pasveer        | 24         | -23        | 0           | 0          | 2          | -2         | 0           | 0          | 16            | -13           | 0             | 0             | 42       | -38    | 0           | 0          |
| D. Ramaj          | 1          | 0          | 0           | 0          | 0          | 0          | 0           | 0          | 0             | 0             | 0             | 0             | 1        | 0      | 0           | 0          |
| C. Rasmussen      | 10         | 1          | 1           | 0          | 1          | 0          | 0           | 0          | 11            | 1             | 0             | 0             | 22       | 2      | 1           | 0          |
| Y. Regeer         | 4          | 1          | 1           | 0          | 0          | 0          | 0           | 0          | 0             | 0             | 0             | 0             | 4        | 1      | 1           | 0          |
| J. Rijkhoff       | 0          | 0          | 0           | 0          | 0          | 0          | 0           | 0          | 1             | 0             | 0             | 0             | 1        | 0      | 0           | 0          |
| L. Rosa           | 5          | 0          | 0           | 0          | 0          | 0          | 0           | 0          | 3             | 0             | 1             | 0             | 8        | 0      | 1           | 0          |
| D. Rugani         | 15         | 0          | 1           | 0          | 2          | 1          | 0           | 0          | 9             | 0             | 0             | 0             | 26       | 1      | 1           | 0          |
| S. Steur          | 1          | 0          | 0           | 0          | 0          | 0          | 0           | 0          | 0             | 0             | 0             | 0             | 1        | 0      | 0           | 0          |
| J. Šutalo         | 29         | 2          | 3           | 0          | 0          | 0          | 0           | 0          | 16            | 1             | 1             | 0             | 45       | 3      | 4           | 0          |
| B. Tahirović      | 1          | 0          | 0           | 0          | 0          | 0          | 0           | 0          | 1             | 0             | 0             | 0             | 2        | 0      | 0           | 0          |
| K. Taylor         | 33         | 9          | 3           | 0          | 2          | 0          | 0           | 0          | 17            | 6             | 7             | 0             | 52       | 15     | 10          | 0          |
| B. Traoré         | 32         | 6          | 1           | 0          | 2          | 0          | 1           | 0          | 15            | 4             | 2             | 0             | 49       | 10     | 4           | 0          |
| W. Weghorst       | 24         | 10         | 2           | 0          | 2          | 0          | 0           | 0          | 5             | 1             | 1             | 0             | 31       | 11     | 3           | 0          |
| O. Wijndal        | 10         | 0          | 2           | 0          | 0          | 0          | 0           | 0          | 3             | 0             | 3             | 0             | 13       | 0      | 5           | 0          |
| C. Akpom          | 16         | 3          | 0           | 0          | 2          | 1          | 0           | 0          | 14            | 4             | 2             | 0             | 32       | 8      | 2           | 0          |
| S. Bergwijn       | 1          | 0          | 0           | 0          | 0          | 0          | 0           | 0          | 3             | 0             | 0             | 0             | 4        | 0      | 0           | 0          |
| C. Forbs          | 1          | 0          | 0           | 0          | 0          | 0          | 0           | 0          | 5             | 0             | 0             | 0             | 6        | 0      | 0           | 0          |
| S. Mannsverk      | 2          | 0          | 1           | 0          | 0          | 0          | 0           | 0          | 0             | 0             | 0             | 0             | 2        | 0      | 1           | 0          |
| D. Rensch         | 14         | 1          | 2           | 0          | 1          | 0          | 0           | 0          | 11            | 0             | 0             | 0             | 26       | 1      | 2           | 0          |